# Avril Davis
Avril Davis es una deportista zimbabuense que compitió en natación adaptada y atletismo adaptado. Ganó dos medallas en los Juegos Paralímpicos de Tel Aviv 1968.

## Palmarés internacional
| Representando a Rodesia del Sur |                   |                  |                                     |
| Juegos Paralímpicos             |                   |                  |                                     |
| Año                             | Lugar             | Medalla          | Prueba                              |
| 1968                            | Tel Aviv (Israel) | Medalla de plata | 50 m espalda clase 5 (cauda equina) |

| Representando a Rodesia del Sur |                   |                   |        |
| Juegos Paralímpicos             |                   |                   |        |
| Año                             | Lugar             | Medalla           | Prueba |
| 1968                            | Tel Aviv (Israel) | Medalla de bronce | Peso D |